# Игринский район
Игринский район (удм. Эгра ёрос) — административно-территориальная единица и муниципальное образование (муниципальный округ, в 2005—2021 гг. — муниципальный район) в Удмуртской Республике Российской Федерации.
Располагается в центральной части республики. Административный центр — посёлок Игра.

## Физико-географические сведения
Район расположен в центральной части республики и граничит с Балезинским, Кезским, Дебёсским, Шарканским, Якшур-Бодьинским, Селтинским и Красногорским районами. Территория Игринского района расположена на водоразделе крупнейших рек региона — Чепцы, Кильмези, Ижа. Две главные реки района — Лоза и Ита, являются левыми притоками Чепцы.
Площадь района — 2266,9 км². Лесистость района 64,5 %, при средней по Удмуртии — 46,8 %.

## История
Район образован 1 июня 1937 года, при разукрупнении Зуринского (Бачкеевский, Вукогуртский, Гереевский, Деменлудский, Игринский и Кузьмоверский с/с, поссовет Сергиевского завода «Факел») и Якшур-Бодьинского (Русско-Лозинский и Чутырский с/с) районов.
В годы Великой Отечественной войны Игра становится одной из узловых точек строительства железной дороги Ижевск — Балезино, дорога была построена руками женщин и подростков. Более 4700 игринцев отдали свои жизни, защищая Родину на фронтах Великой Отечественной.
27 ноября 1956 года к Игринскому району были присоединены Зуринский, Ключевский, Сепожский, Сепский и Тюптиевский с/с упразднённого Зуринского района.
В 1963 году на основе района были сформированы Игринский сельский и Игринский промышленный районы, которые существовали до 1965 года, когда район был восстановлен.
В рамках организации местного самоуправления с 2005 до 2021 гг. функционировал муниципальный район. Законом Удмуртской Республики от 1 апреля 2021 года, муниципальный район и все входившие в его состав сельские поселения через объединение  к 18 апреля 2021 года были преобразованы в муниципальный округ Игринский район.

## Население
| 1959    | 1970    | 1979    | 1989    | 2002    | 2009    | 2010    | 2011    | 2012    |
| ------- | ------- | ------- | ------- | ------- | ------- | ------- | ------- | ------- |
| 49 244  | ↗50 310 | ↘44 755 | ↗45 869 | ↘42 850 | ↘42 383 | ↘38 194 | ↘38 188 | ↘37 879 |
| 2013    | 2014    | 2015    | 2016    | 2017    | 2018    | 2019    | 2020    | 2021    |
| ↘37 723 | ↘37 392 | ↘37 156 | ↘37 064 | ↘36 822 | ↘36 494 | ↘35 998 | ↘35 608 | ↘33 468 |
| 2024    |         |         |         |         |         |         |         |         |
| ↘32 538 |         |         |         |         |         |         |         |         |

В 2011 году рождаемость составила 17,5 ‰, смертность — 15,3 ‰, естественный прирост населения — 2,2 ‰, при среднем по Удмуртии — 1,0 ‰. Население района сокращаться за счёт миграционной убыли (разницы между числом выбывших и прибывших на территорию района), в 2011 году миграционная убыль населения составила 387 человек.

### Национальный состав
По результатам переписи 2020 года, среди населения района удмурты составляли 49,6 %, русские — 48,2 %, татары — 1 %. Игринский район один из 12 сельских районов республики, где удмурты составляют большинство.

## Административное деление
В Игринский район как административно-территориальную единицу входят 15 сельсоветов. Сельсоветы (сельские администрации) одноимённы образованным в их границах сельским поселениям.
В муниципальный район до 2021 года входили 15 муниципальных образований со статусом сельских поселений.
| №  | Сельское поселение (до 18.04.2021) | Административный центр | Количество населённых пунктов | Население | Площадь, км2 |
| -- | ---------------------------------- | ---------------------- | ----------------------------- | --------- | ------------ |
| 1  | Беляевское                         | деревня Беляевское     | 10                            | ↘564      | 134,00       |
| 2  | Зуринское                          | село Зура              | 13                            | ↘2710     | 181,00       |
| 3  | Игринское                          | посёлок Игра           | 2                             | ↘19 374   | 50,65        |
| 4  | Кабачигуртское                     | деревня Кабачигурт     | 9                             | ↘1369     | 111,00       |
| 5  | Комсомольское                      | деревня Комсомолец     | 9                             | ↘1518     | 207,90       |
| 6  | Кушьинское                         | село Кушья             | 1                             | ↘465      | 16,00        |
| 7  | Лозинское                          | село Лоза              | 3                             | ↘646      | 201,00       |
| 8  | Лозо-Люкское                       | деревня Лозолюк        | 11                            | ↘399      | 139,35       |
| 9  | Лонки-Ворцинское                   | деревня Лонки-Ворцы    | 3                             | ↘605      | 44,00        |
| 10 | Мужберское                         | деревня Мужбер         | 9                             | ↘394      | 101,00       |
| 11 | Новозятцинское                     | село Новые Зятцы       | 13                            | ↘724      | 449,00       |
| 12 | Сепское                            | деревня Сеп            | 7                             | ↘670      | 77,00        |
| 13 | Сундурское                         | деревня Сундур         | 8                             | ↘1094     | 67,00        |
| 14 | Факельское                         | село Факел             | 7                             | ↘2867     | 244,00       |
| 15 | Чутырское                          | село Чутырь            | 8                             | ↘1595     | 244,00       |

### Населённые пункты
В Игринский район входят 113 населённых пунктов.
| №   | Населённый пункт   | Тип     | Население | Бывшее сельское поселение |
| --- | ------------------ | ------- | --------- | ------------------------- |
| 1   | Арлеть             | деревня | ↘9        | Новозятцинское            |
| 2   | Байвал             | деревня | ↗145      | Сундурское                |
| 3   | Бачкеево           | деревня | ↗217      | Комсомольское             |
| 4   | Башмаково          | деревня | →0        | Мужберское                |
| 5   | Башмаково          | выселок | ↘48       | Факельское                |
| 6   | Бельское           | деревня | ↗2        | Комсомольское             |
| 7   | Беляевское         | деревня | ↘137      | Беляевское                |
| 8   | Беризевыр          | деревня | →0        | Кабачигуртское            |
| 9   | Большая Пурга      | село    | ↘98       | Беляевское                |
| 10  | Верхние Шорни      | деревня | →0        | Мужберское                |
| 11  | Верхний Утем       | деревня | ↘2        | Новозятцинское            |
| 12  | Верхний Чумой      | деревня | ↗16       | Мужберское                |
| 13  | Верх-Нязь          | деревня | ↗201      | Чутырское                 |
| 14  | Вукобер            | деревня | ↘9        | Беляевское                |
| 15  | Выжешур            | деревня | →14       | Лозинское                 |
| 16  | Выльгурт           | деревня | →0        | Зуринское                 |
| 17  | Выселок Кушья      | деревня | ↘49       | Сундурское                |
| 18  | Гереево            | деревня | ↘116      | Кабачигуртское            |
| 19  | Годекшур           | деревня | ↗77       | Комсомольское             |
| 20  | Загребино          | деревня | →21       | Чутырское                 |
| 21  | Зура               | село    | ↘2584     | Зуринское                 |
| 22  | Зуринский Шамардан | деревня | ↗55       | Зуринское                 |
| 23  | Зянтемошур         | деревня | ↘151      | Кабачигуртское            |
| 24  | Игра               | посёлок | ↘19 319   | Игринское                 |
| 25  | Ильяпиево          | деревня | ↗104      | Кабачигуртское            |
| 26  | Искалмувыр         | деревня | →0        | Зуринское                 |
| 27  | Итадур             | деревня | ↘57       | Беляевское                |
| 28  | Кабаново           | деревня | ↘3        | Мужберское                |
| 29  | Кабачигурт         | деревня | ↗475      | Кабачигуртское            |
| 30  | Калиновка          | деревня | ↘44       | Комсомольское             |
| 31  | Калиновка          | село    | ↗185      | Комсомольское             |
| 32  | Каменцы            | деревня | ↗5        | Новозятцинское            |
| 33  | Карачум            | деревня | ↘12       | Лозо-Люкское              |
| 34  | Каргурезь          | деревня | ↘72       | Зуринское                 |
| 35  | Квардавозь         | деревня | ↗61       | Зуринское                 |
| 36  | Ключёвка           | деревня | ↗60       | Лозо-Люкское              |
| 37  | Комсомолец         | деревня | ↘436      | Комсомольское             |
| 38  | Кузьмовыр          | деревня | ↘168      | Сундурское                |
| 39  | Кук-Шамардан       | деревня | →0        | Зуринское                 |
| 40  | Кушья              | село    | ↘465      | Кушьинское                |
| 41  | Левая Кушья        | деревня | ↘101      | Сундурское                |
| 42  | Лоза               | село    | ↗617      | Лозинское                 |
| 43  | Лоза               | деревня | ↘63       | Сундурское                |
| 44  | Лозолюк            | деревня | ↘128      | Лозо-Люкское              |
| 45  | Лонки-Ворцы        | деревня | ↘403      | Лонки-Ворцинское          |
| 46  | Лудошур            | деревня | →113      | Сепское                   |
| 47  | Лудяны             | деревня | ↘8        | Новозятцинское            |
| 48  | Лужаны             | деревня | →0        | Сепское                   |
| 49  | Лучик              | деревня | ↗74       | Факельское                |
| 50  | Лучиквай           | деревня | ↘13       | Факельское                |
| 51  | Люк                | деревня | ↘45       | Лозо-Люкское              |
| 52  | Люквыр             | деревня | ↗22       | Зуринское                 |
| 53  | Ляльшур            | деревня | →37       | Чутырское                 |
| 54  | Магистральный      | село    | ↘201      | Новозятцинское            |
| 55  | Максимовка         | деревня | ↘90       | Лозо-Люкское              |
| 56  | Максимовка         | починок | →0        | Лозо-Люкское              |
| 57  | Малые Мазьги       | деревня | ↘54       | Лонки-Ворцинское          |
| 58  | Малягурт           | село    | ↗219      | Новозятцинское            |
| 59  | Менил              | деревня | ↘29       | Факельское                |
| 60  | Менил              | село    | ↘1084     | Факельское                |
| 61  | Михайловка         | деревня | ↘78       | Сепское                   |
| 62  | Мочешур            | деревня | ↘6        | Новозятцинское            |
| 63  | Мувыр              | деревня | ↗22       | Зуринское                 |
| 64  | Мужбер             | деревня | ↘163      | Мужберское                |
| 65  | Мучи               | деревня | ↘28       | Новозятцинское            |
| 66  | Нагорный           | выселок | ↗55       | Игринское                 |
| 67  | Нижние Шорни       | деревня | →3        | Мужберское                |
| 68  | Николаевка         | деревня | →0        | Сепское                   |
| 69  | Новоглазово        | деревня | ↘0        | Беляевское                |
| 70  | Новые Зятцы        | село    | ↘420      | Новозятцинское            |
| 71  | Нязь-Ворцы         | деревня | ↗80       | Чутырское                 |
| 72  | Оник-Ирым          | деревня | →111      | Зуринское                 |
| 73  | Пазяли             | деревня | ↘3        | Чутырское                 |
| 74  | Палым              | деревня | ↘20       | Беляевское                |
| 75  | Палым              | деревня | ↗6        | Сепское                   |
| 76  | Пежвай             | деревня | ↗134      | Сепское                   |
| 77  | Пионерский         | выселок | ↘79       | Комсомольское             |
| 78  | Полянцы            | деревня | ↗12       | Новозятцинское            |
| 79  | Порвай             | деревня | ↗190      | Лонки-Ворцинское          |
| 80  | Правая Кушья       | деревня | ↗67       | Сундурское                |
| 81  | Пургинский         | деревня | ↘62       | Беляевское                |
| 82  | Русская Лоза       | село    | ↗137      | Лозинское                 |
| 83  | Седойлуд           | деревня | →0        | Зуринское                 |
| 84  | Сектыр             | деревня | ↗22       | Новозятцинское            |
| 85  | Сеп                | деревня | ↘405      | Сепское                   |
| 86  | Сепож              | деревня | ↗144      | Беляевское                |
| 87  | Сетпиево           | деревня | ↘114      | Кабачигуртское            |
| 88  | Сосновские Шорни   | деревня | ↘139      | Мужберское                |
| 89  | Среднее Шадбегово  | деревня | ↘175      | Кабачигуртское            |
| 90  | Старое Шадбегово   | деревня | →15       | Кабачигуртское            |
| 91  | Сундошур           | деревня | ↗192      | Комсомольское             |
| 92  | Сундур             | деревня | ↘530      | Сундурское                |
| 93  | Сюрсовайчик        | деревня | ↗66       | Беляевское                |
| 94  | Туга               | деревня | ↘39       | Лозо-Люкское              |
| 95  | Тугалуд            | деревня | →0        | Лозо-Люкское              |
| 96  | Тупал Пурга        | деревня | ↘109      | Беляевское                |
| 97  | Турел              | деревня | ↘27       | Зуринское                 |
| 98  | Тышур              | деревня | ↗14       | Зуринское                 |
| 99  | Тюптиево           | деревня | ↘133      | Лозо-Люкское              |
| 100 | Тюптишурйыл        | деревня | ↘2        | Лозо-Люкское              |
| 101 | Удмурт-Лоза        | деревня | ↘285      | Чутырское                 |
| 102 | Узырмон            | деревня | ↗24       | Мужберское                |
| 103 | Унтем              | деревня | ↗252      | Комсомольское             |
| 104 | Устье Люк          | деревня | ↘41       | Лозо-Люкское              |
| 105 | Факел              | село    | ↗1772     | Факельское                |
| 106 | Чемошур            | деревня | ↘259      | Чутырское                 |
| 107 | Чечеги             | деревня | ↗8        | Новозятцинское            |
| 108 | Чимошур            | деревня | ↗273      | Кабачигуртское            |
| 109 | Чумой              | село    | ↘133      | Мужберское                |
| 110 | Чуралуд            | деревня | ↘4        | Сундурское                |
| 111 | Чутырь             | село    | ↘901      | Чутырское                 |
| 112 | Шушангурт          | деревня | ↗7        | Новозятцинское            |
| 113 | Юлайгурт           | деревня | ↘65       | Факельское                |

Упразднённые населённые пункты
- 2004 год — деревни Верх-Палым и Беньшур[33].

## Местное самоуправление
Государственная власть в районе осуществляется на основании Устава, структуру органов местного самоуправления муниципального района составляют:
1. Районный Совет депутатов — представительный орган местного самоуправления, в составе 30 депутатов, избирается каждые 5 лет.
2. Глава муниципального образования — высшее должностное лицо района, избирается Советом из своего состава. Должность Главы района занимает Чирков Александр Владимирович.
3. Администрация муниципального образования — исполнительно-распорядительный орган муниципального района. Глава Администрации района назначается на должность Советом по результатам конкурса. Должность Главы Администрации района занимает Чирков Александр Владимирович.

Символика района
Официальными символами муниципального района являются герб и флаг, отражающие исторические, культурные, национальные и иные местные традиции и особенности.
Бюджет района
Исполнение консолидированного бюджета района за 2009 год:
- Доходы — 570,7 миллионов рублей, в том числе собственные доходы — 60,3 миллионов рублей (10,6 % доходов).
- Расходы — 602,3 миллионов рублей. Основные статьи расходов: ЖКХ — 65,2 миллионов рублей, образование — 294,6 миллионов рублей, культура — 50,7 миллионов рублей, здравоохранение — 62,2 миллионов рублей, социальная политика — 40,3 миллионов рублей.

## Социальная инфраструктура
Система образования района включает 15 средних и 4 основные школы, Чемошурскую начальную школу-сад, школу-интернат для детей-сирот, специальную (коррекционную) школу-интернат, 23 детских сада и Профессиональное училище № 36. К учреждениям дополнительного образования относятся: станция юных техников, детско-юношеская спортивная школа, центр детского творчества и 2 школы искусств. Медицинскую помощь населению оказывают центральная районная больница в посёлке Игра, Зуринская, Чутырская, Факельская, Леспромхозская участковые больницы и 36 фельдшерско-акушерских пунктов. Также в районе действуют 32 дома культуры и клубных учреждения, 29 библиотек, 2 детских санатория, районный краеведческий музей с филиалами в селе Зура и в деревне Бачкеево (этапный пункт Сибирского тракта), Художественная галерея, Центр декоративно-прикладного искусства и ремёсел, Центр удмуртской культуры в деревне Сундур и Центр русской культуры в селе Факел.

## Экономика
Сельскохозяйственные предприятия (в том числе 141 фермерское хозяйство), деревообработка, льнопредприятия.

### Нефтедобыча
Добыча нефти на территории Игринского района началась в 1973 году. Сейчас НГДУ (Нефтегазодобывающее управление) «Игра» является крупнейшим структурным подразделением Удмуртнефти, добывая приблизительно треть всей нефти, добываемой Удмуртнефтью. В районе разрабатываются месторождения: Восточно-Красногорское, Есенейского, Красногорское, Лозолюкско-Зуринское, Михайловское, Сундурско-Нязинское и Чутырское. Новое перспективное Карсовайское.

## Средства массовой информации
Кроме федеральных и региональных СМИ в районе действуют местные: издаётся газета Светлый путь, а в сетке вещания радиостанции «Моя Удмуртия» делаются вставки районных информационных блоков.